# Marmota menzbieri
Marmotte de Menzbier
Espèce
Synonymes
- Marmota (Marmota) menzbieri (Kashkarov, 1925)[2]

Statut de conservation UICN

 VU B1ab(iii) : Vulnérable
Marmota menzbieri, la Marmotte de Menzbier, est une espèce de marmottes de la famille des Sciuridae.

## Liste des sous-espèces
Selon Catalogue of Life (18 mars 2019) :
- sous-espèce Marmota menzbieri menzbieri (Kashkarov, 1925)
- sous-espèce Marmota menzbieri zachidovi Petrov, 1963